# Fussballclub Winterthur 2017-2018
Questa voce raccoglie le informazioni riguardanti il Fussballclub Winterthur nelle competizioni ufficiali della stagione 2017-2018.

## Stagione

### Preparazione
Dopo una passata stagione turbolenta, caratterizzata dal cambio alla guida tecnica e un breve periodo con l'incubo della retrocessione, il Winterthur si presenta ai nastri di partenza con un budget ridimensionato di 3,9 milioni di franchi svizzeri dopo il ritiro dell'ex presidente Hannes W. Keller. Sul fronte mercato si registrano una serie di addii, tra i quali spiccano quelli di Michel Avanzini e Patrik Schuler, cresciuti nelle giovanili della società, oltre a quello di David von Ballmoos, rientrato allo Young Boys dopo un prestito biennale. Diverso è il discorso per Karim Gazzetta e Luka Sliskovic, i quali rimasero in rosa dopo essersi svincolati dalle rispettive società di appartenenza. In entrata vengono ufficializzati gli arrivi di Robin Huser, difensore proveniente dal Basilea, e della punta Kwadwo Duah dallo Young Boys. Dopo presunti rumor su un probabile ritorno del nazionale albanese Ermir Lenjani, la società interviene ulteriormente sul mercato prelevando il difensore nazionale svizzero U-21 Nicolas Stettler dallo Zurigo e lo spagnolo Jordi López dal Gavà.
Nelle partite amichevoli il Winterthur partecipa al Freiämter Cup, un torneo quadrangolare organizzato dal Muri, appena retrocesso in Seconda Lega Interregionale, sfidano in semifinale gli stessi padroni di casa (vittoria per 2-0) per poi essere sconfitto ai rigori in finale dall'Aarau. Nel frattempo, altri due volti nuovi si aggregarono alla squadra, ossia il centrocampista Yang Ming-Yang, proveniente dal Losanna, e il terzino Denis Markaj dall'Aarau. La seguente partita amichevole vede i leoni affrontare il Brühl, società di Promotion League, la terza divisione del campionato svizzero di calcio, aggiudicandosi l'incontro con un perentorio 7-1, mentre per l'ultimo test prima di inizio stagione la Schützenwiese ospita i tedeschi del Wolfsburg, militante in Bundesliga, che viene sconfitto per 2-1.

### Girone di andata
Già ad inizio stagione era chiaro che il Winterthur non poteva puntare alle prime posizioni, sebbene il quotidiano cittadino Der Landbote, da sempre attivo sull'andamento del club, lo ritenesse da sicura metà classifica. Obiettivo che fu inoltre confermato dallo stesso allenatore, Umberto Romano, il quale sperava di ritagliarsi uno spazio come «squadra rivelazione» e non disputare un campionato al di sotto delle aspettative come quello precedente.
Tuttavia le prime due giornate preannunciarono sin da subito quale sarebbe stato l'andamento del girone di andata. All'iniziale sconfitta casalinga contro il Wohlen seguì quella in trasferta contro la neopromossa Rapperswil-Jona, una partita in cui la prestazione di squadra venne giudicata «inquietante» da parte del Landbote. Questo atteggiamento si ravvisò non illegittimamente anche negli impegni seguenti dove il Winterthur pareggia contro l'Aarau e il Vaduz prima della nuova battuta d'arresto contro il Servette. Bisogna aspettare la trasferta di Wil per vedere la squadra aggiudicarsi la prima vittoria (0-2) che comunque non porterà all'inversione di marcia sperata. A metà settembre infatti, il Winterthur viene eliminato al secondo turno di Coppa Svizzera dal Delémont, militante in 1ª Lega, mentre in campionato scivola in ultima posizione dopo la sconfitta esterna contro il Wohlen, facendo registrare il peggior inizio di stagione dal 1986. Il ritorno della prima fase non porterà a miglioramenti in termini di punti: la squadra, oltre a venire nuovamente sconfitta dal Rapperswil-Jona in un incontro dove incasserà ben tre espulsioni, dovrà attendere altre tre partite (due pareggi e una sconfitta) prima di ritornare alla vittoria a scapito del Wil che scivolerà in ultima posizione. Negli impegni rimanenti i tre punti di vantaggio sul fanalino di coda si riducono ad una sola lunghezza e la squadra termina il girone di andata in 9º posizione a quota 12 punti, ancora peggio della passata stagione.
Il consueto bilancio provvisorio da parte del Landbote non tardò ad arrivare che definì questa prima parte di stagione una «conclusione dell'orrore». Inoltre, il rendimento complessivo della squadra venne giudicato insufficiente con particolare menzione nei confronti di Kwadwo Duah, il peggiore tra i leoni. Dopo una settimana la dirigenza trasse le sue conseguenze di questo girone di andata e decise di esonerare l'allenatore Romano.
Tra i temi maggiormente discussi durante il periodo autunnale ci furono i problemi di gestione e finanziari legati alla società, tuttora orfana di un presidente dopo il ritiro di Hannes W. Keller nel 2015, il quale concesse un'ultima garanzia finanziaria fino al termine della passata stagione.

## Maglie e sponsor
Il fornitore ufficiale di materiale tecnico per la stagione 2017-2018 è Gpard, mentre lo sponsor di maglia è Keller AG für Druckmesstechnik.
| 1ª divisa | 2ª divisa |

## Rosa
Rosa, numerazioni e ruoli, tratti dal sito web della Associazione Svizzera di Football (SFL), aggiornati al 5 febbraio 2018.
| N. |                           | Ruolo | Calciatore          |
| -- | ------------------------- | ----- | ------------------- |
| 4  | Spagna (bandiera)         | D     | Jordi López         |
| 5  | Svizzera (bandiera)       | D     | Guillaume Katz      |
| 6  | Costa d'Avorio (bandiera) | C     | Ousmane Doumbia     |
| 7  | Austria (bandiera)        | A     | Luka Sliskovic      |
| 8  | Croazia (bandiera)        | C     | Krešo Ljubičić      |
| 9  | Austria (bandiera)        | A     | Manuel Sutter       |
| 11 | Brasile (bandiera)        | A     | Sílvio              |
| 13 | Svizzera (bandiera)       | D     | Denis Markaj        |
| 14 | Svizzera (bandiera)       | C     | Dario Ulrich        |
| 16 | Italia (bandiera)         | C     | Luca Radice         |
| 17 | Svizzera (bandiera)       | D     | Leandro Di Gregorio |
| 18 | Svizzera (bandiera)       | P     | Yannick Bünzli      |
| 19 | Germania (bandiera)       | D     | Kofi Schulz         |
| 20 | Svizzera (bandiera)       | C     | Kwadwo Duah         |
| 21 | Svizzera (bandiera)       | C     | Tiziano Lanza       |

| N. |                     | Ruolo | Calciatore           |
| -- | ------------------- | ----- | -------------------- |
| 22 | Svizzera (bandiera) | C     | Karim Gazzetta       |
| 23 | Svizzera (bandiera) | C     | Robin Huser          |
| 24 | Svizzera (bandiera) | C     | Nikola Milosavljevic |
| 25 | Svizzera (bandiera) | D     | Julian Roth          |
| 27 | Svizzera (bandiera) | D     | Ambre Nsumbu         |
| 28 | Svizzera (bandiera) | D     | Nicolas Stettler     |
| 29 | Germania (bandiera) | D     | Gabriel Isik         |
| 30 | Svizzera (bandiera) | C     | Rijad Salidi         |
| 32 | Svizzera (bandiera) | P     | Matthias Minder      |
| 36 | Svizzera (bandiera) | P     | Bojan Milosavljevic  |
| -  | Svizzera (bandiera) | C     | Gianluca Frontino    |
| -  | Svizzera (bandiera) | A     | Genc Krasniqi        |
| 27 | Svizzera (bandiera) | D     | Tobias Schättin      |
| -  | Serbia (bandiera)   | C     | Veljko Simić         |
| -  | Svizzera (bandiera) | C     | Ming-Yang Yang       |
| -  | Svizzera (bandiera) | P     | Joël Zimmerli        |

## Calciomercato

### Sessione estiva
| Acquisti | Acquisti         | Acquisti        | Acquisti       |
| R.       | Nome             | da              | Modalità       |
| -------- | ---------------- | --------------- | -------------- |
| C        | Kwadwo Duah      | Neuchâtel Xamax | prestito       |
| C        | Robin Huser      | Basilea II      | prestito       |
| D        | Gabriel Isik     | Winterthur U-21 | proprio vivaio |
| A        | Genc Kransiqi    | Rapperswil-Jona | fine prestito  |
| D        | Jordi López      | Gavà            | svincolato     |
| D        | Denis Markaj     | Aarau           | svincolato     |
| C        | Rijad Saliji     | Winterthur U-21 | proprio vivaio |
| D        | Kofi Schulz      | San Gallo       | svincolato     |
| C        | Veljko Simić     | Chiasso         | svincolato     |
| D        | Nicolas Stettler | Zurigo          | prestito       |
| C        | Dario Ulrich     | Lucerna         | prestito       |
| C        | Ming-Yang Yang   | Losanna         | definitivo     |

| Cessioni | Cessioni           | Cessioni                  | Cessioni      |
| R.       | Nome               | a                         | Modalità      |
| -------- | ------------------ | ------------------------- | ------------- |
| D        | Michel Avanzini    | Winterthur U-21           | svincolato    |
| C        | Arxhend Cani       | Aarau                     | fine prestito |
| C        | Gianluca D'Angelo  | non conosciuta (bandiera) | svincolato    |
| C        | Romain Dessarzin   | Stade Nyonnais            | svincolato    |
| C        | Gianluca Frontino  | Aarau                     | fine prestito |
| D        | Zlatko Hebib       | Stade Nyonnais            | svincolato    |
| C        | Robin Kamber       | Vaduz                     | fine prestito |
| C        | Marco Mangold      | Kriens                    | svincolato    |
| A        | Jordi Nsiala       | non conosciuta (bandiera) | svincolato    |
| C        | Rafhinha           | Brühl                     | svincolato    |
| D        | Daniele Russo      | Bellinzona                | svincolato    |
| D        | Patrik Schuler     | non conosciuta (bandiera) | svincolato    |
| P        | David von Ballmoos | Young Boys                | fine prestito |
| C        | Ming-Yang Yang     | Wolverhampton             | definitivo    |

### Sessione invernale
| Acquisti | Acquisti             | Acquisti   | Acquisti   |
| R.       | Nome                 | da         | Modalità   |
| -------- | -------------------- | ---------- | ---------- |
| C        | Ousmane Doumbia      | Yverdon    | definitivo |
| P        | Bojan Milosavljevic  | Zurigo II  | definitivo |
| C        | Nikola Milosavljevic | Sion       | prestito   |
| C        | Ambre Nsumbu         | Basilea II | definitivo |

| Cessioni | Cessioni        | Cessioni                  | Cessioni      |
| R.       | Nome            | a                         | Modalità      |
| -------- | --------------- | ------------------------- | ------------- |
| A        | Genc Krasniqi   | non conosciuta (bandiera) | svincolato    |
| C        | Veljko Simić    | non conosciuta (bandiera) | svincolato    |
| P        | Joël Zimmerli   | non conosciuta (bandiera) | svincolato    |
| C        | Robin Huser     | Thun                      | fine prestito |
| C        | Tobias Schättin | Sion                      | prestito      |

## Risultati

### Challenge League

#### Girone di andata
| Arbitro: | Schnyder |

|              |           |                                      |
| Frontino 29’ | Marcatori | 6’ Tadić 50’ Foschini 87’ Kuzmanovic |

| Arbitro: | Schärli |

|                                  |           |                |
| Chagas 17’, 78’ (rig.) Kubli 78’ | Marcatori | 45+2’ Gazzetta |

| Arbitro: | Hänni |

|              |           |           |
| Sílvio 90+4’ | Marcatori | 36’ Mišić |

| Arbitro: | Jaccottet |

|                          |           |                               |
| Puljić 45’ Burgmeier 72’ | Marcatori | 8’ Sutter 45+2’ (rig.) Sílvio |

| Arbitro: | Ovcharov |

|  |           |                         |
|  | Marcatori | 85’ Le Pogam 87’ Willie |

| Arbitro: | Erlachner |

|  |           |                       |
|  | Marcatori | 82’ Sílvio 90+3’ Duah |

| Arbitro: | Klossner |

|              |           |              |
| Schättin 77’ | Marcatori | 90+1’ Ceesay |

| Arbitro: | Dudic |

|                                  |           |  |
| Castroman 69’ Sessolo 87’ (rig.) | Marcatori |  |

| Arbitro: | Jaccottet |

|  |           |             |
|  | Marcatori | 88’ Nuzzolo |

| Arbitro: | Gut |

|                                        |           |                                  |
| Schultz 11’ Cvetković 50’ Pagliuca 82’ | Marcatori | 59’ (rig.) Sutter 90+3’ Schättin |

| Arbitro: | Ovcharov |

|  |           |             |
|  | Marcatori | 35’ Shabani |

| Arbitro: | Jaccottet |

|                                         |           |                             |
| Rossini 11’ Audino 51’ Ciarrocchi 90+5’ | Marcatori | 22’ Duah 26’Sílvio 57’ Duah |

| Arbitro: | Schnyder |

|  |           |           |
|  | Marcatori | 77’ Devic |

| Arbitro: | Fähndrich |

|                |           |                   |
| Stevanovic 63’ | Marcatori | 88’ (rig.) Sutter |

| Arbitro: | Hänni |

|                           |           |  |
| Sílvio 5’ Sliskovic 90+2’ | Marcatori |  |

| Arbitro: | Fähndrich |

|              |           |           |
| Farrugia 36’ | Marcatori | 7’ Schulz |

| Arbitro: | Superczynski |

|  |           |           |
|  | Marcatori | 53’ Cicek |

| Arbitro: | Tschudi |

|                       |           |          |
| Mulaj 12’ Nuzzolo 24’ | Marcatori | 6’ Huser |

#### Girone di ritorno
| Arbitro: | Erlachner |

|          |           |                     |
| Katz 51’ | Marcatori | 66’ Carlos da Silva |

| Arbitro: | Horisberger |

|           |           |                                             |
| Tadić 40’ | Marcatori | 10’ (rig.), 88’ Sílvio 18’ Huser 21’ Radice |

| Arbitro: | Piccolo |

|                        |           |  |
| Audino 23’ Savic 90+2’ | Marcatori |  |

| Arbitro: | Hänni |

|         |           |  |
| Duah 7’ | Marcatori |  |

| Arbitro: | Dudic |

|                                                 |           |                                                      |
| Sílvio 7’ (rig.) Sílvio 30’ Schulz 41’ Duah 57’ | Marcatori | 40’ Nuzzolo 62’ (rig.) Nuzzolo 66’ Doudin 72’ Tréand |

| Arbitro: | Horisberger |

|                       |           |  |
| Monighetti 17’ (rig.) | Marcatori |  |

| Arbitro: | Schärli |

|            |           |              |
| Saliji 90’ | Marcatori | 84’ Alphonse |

| Arbitro: | Gut |

|                         |           |            |
| Frontino 7’ Rossini 88’ | Marcatori | 16’ Radice |

| Arbitro: | Jacottet |

|            |           |                            |
| Schulz 80’ | Marcatori | 18’ Tranquilli 20’ Sessolo |

| Arbitro: | Staubli |

|                                   |           |            |
| Shabani 25’ Turkes 61’ Fazliu 81’ | Marcatori | 26’ Radice |

| Arbitro: | Piccolo |

|                         |           |  |
| Luka Sliskovic 17’, 67’ | Marcatori |  |

| Arbitro: | Schnyder |

|  |           |                                              |
|  | Marcatori | 57’ Hefti 66’ Lombardi 74’ Von Niederhäusern |

| Arbitro: | Schärli |

|                      |           |            |
| Doumbia 90+3’ (aut.) | Marcatori | 20’ Radice |

| Arbitro: | Gut |

|                           |           |                            |
| Doudin 9’, 70’ Ramizi 34’ | Marcatori | 56’ Schulz 68’, 86’ Radice |

| Arbitro: | Cibelli |

|                            |           |               |
| Sliskovic 36’ Sílvio 90+2’ | Marcatori | 70’ Josipovic |

| Arbitro: | Bieri |

|                                        |           |                              |
| Omeragic 22’ 65’ Willie 27’ Chagas 28’ | Marcatori | 3’ (rig.) Sílvio 10’ Gazetta |

| Arbitro: | Staubli |

|                   |           |  |
| Gazzetta 74’, 84’ | Marcatori |  |

| Arbitro: | Wolfensberger |

|                            |           |            |
| Sessolo 14’, 46’ Barry 36’ | Marcatori | 53’ Markaj |

### Coppa Svizzera

#### Trentaduesimi di finale
| Arbitro: | Gut |

|           |           |                                                                      |
| Perri 78’ | Marcatori | 3’, 26’ Huser 10’ Radice 13’ Schättin 24’ Sutter 64’ (rig.) Frontino |

#### Sedicesimi di finale
| Arbitro: | ? |

|                                                  |           |                    |
| Sudar 4’ D. Stadelmann 7’, 74’ E. Stadelmann 89’ | Marcatori | 55’ Duah 78’ Huser |

## Statistiche

### Statistiche di squadra
| Competizione     | Punti | In casa | In casa | In casa | In casa | In casa | In casa | In trasferta | In trasferta | In trasferta | In trasferta | In trasferta | In trasferta | Totale | Totale | Totale | Totale | Totale | Totale | DR  |
| Competizione     | Punti | G       | V       | N       | P       | Gf      | Gs      | G            | V            | N            | P            | Gf           | Gs           | G      | V      | N      | P      | Gf     | Gs     | DR  |
| ---------------- | ----- | ------- | ------- | ------- | ------- | ------- | ------- | ------------ | ------------ | ------------ | ------------ | ------------ | ------------ | ------ | ------ | ------ | ------ | ------ | ------ | --- |
| Challenge League | 20    | 18      | 5       | 5       | 8       | 19      | 23      | 18           | 2            | 6            | 10           | 26           | 37           | 36     | 7      | 11     | 18     | 45     | 60     | -15 |
| Coppa Svizzera   | -     | 0       | 0       | 0       | 0       | 0       | 0       | 2            | 1            | 0            | 1            | 8            | 5            | 2      | 1      | 0      | 1      | 8      | 5      | +3  |
| Totale           | 20    | 18      | 5       | 5       | 8       | 19      | 23      | 20           | 3            | 6            | 11           | 34           | 42           | 38     | 8      | 11     | 19     | 53     | 65     | -12 |

### Andamento in campionato
| Giornata  | 1 | 2  | 3 | 4  | 5  | 6 | 7 | 8 | 9 | 10 | 11 | 12 | 13 | 14 | 15 | 16 | 17 | 18 | 19 | 20 | 21 | 22 | 23 | 24 | 25 | 26 | 27 | 28 | 29 | 30 | 31 | 32 | 33 | 34 | 35 | 36 |
| --------- | - | -- | - | -- | -- | - | - | - | - | -- | -- | -- | -- | -- | -- | -- | -- | -- | -- | -- | -- | -- | -- | -- | -- | -- | -- | -- | -- | -- | -- | -- | -- | -- | -- | -- |
| Luogo     | C | T  | C | T  | C  | T | C | T | C | T  | C  | T  | C  | T  | C  | T  | C  | T  | C  | T  | T  | C  | C  | T  | C  | T  | C  | T  | C  | C  | T  | T  | C  | T  | C  | T  |
| Risultato | P | P  | N | N  | P  | V | N | P | P | P  | P  | N  | P  | N  | V  | N  | P  | P  | N  | V  | P  | N  | P  | V  | N  | P  | P  | P  | V  | P  | N  | N  | V  | P  | V  | P  |
| Posizione | 9 | 10 | 9 | 10 | 10 | 7 | 7 | 8 | 9 | 10 | 9  | 9  | 10 | 9  | 8  | 8  | 9  | 9  | 9  | 8  | 9  | 9  | 9  | 9  | 9  | 9  | 9  | 9  | 9  | 9  | 9  | 9  | 9  | 9  | 9  | 9  |

Fonte:  Challenge League – Classifica, su sfl.ch, SFL. URL consultato il 18 luglio 2017 (archiviato dall'url originale il 6 ottobre 2014).
Legenda:

Luogo: C = Casa; T = Trasferta. Risultato: V = Vittoria; N = Pareggio; P = Sconfitta.

### Statistiche dei giocatori
Sono in corsivo i calciatori che hanno lasciato la società a stagione in corso.
| Giocatore        | Challenge League | Challenge League | Challenge League | Challenge League | Coppa Svizzera | Coppa Svizzera | Coppa Svizzera | Coppa Svizzera | Totale   | Totale | Totale      | Totale     |
| Giocatore        | Presenze         | Reti             | Ammonizioni      | Espulsioni       | Presenze       | Reti           | Ammonizioni    | Espulsioni     | Presenze | Reti   | Ammonizioni | Espulsioni |
| ---------------- | ---------------- | ---------------- | ---------------- | ---------------- | -------------- | -------------- | -------------- | -------------- | -------- | ------ | ----------- | ---------- |
| Y. Bünzli        | 0                | 0                | 0                | 0                | 1              | 0              | 0              | 0              | 1        | 0      | 0           | 0          |
| L. Di Gregorio   | 5                | 0                | 0                | 0                | 1              | 0              | 0              | 0              | 6        | 0      | 0           | 0          |
| O. Doumbia       | 18               | 0                | 4                | 0                | 0              | 0              | 0              | 0              | 18       | 0      | 4           | 0          |
| K. Duah          | 25               | 5                | 4                | 0                | 1              | 1              | 0              | 0              | 26       | 6      | 4           | 0          |
| G. Frontino      | 5                | 1                | 0                | 0                | 1              | 1              | 0              | 0              | 6        | 2      | 0           | 0          |
| K. Gazzetta      | 27               | 4                | 3                | 0                | 0              | 0              | 0              | 0              | 27       | 4      | 3           | 0          |
| R. Huser         | 22               | 2                | 3                | 0                | 2              | 3              | 0              | 0              | 24       | 5      | 3           | 0          |
| G. Isik          | 10               | 0                | 1                | 0                | 0              | 0              | 0              | 0              | 10       | 0      | 1           | 0          |
| G. Katz          | 20               | 1                | 4                | 1                | 1              | 0              | 0              | 0              | 21       | 1      | 4           | 1          |
| G. Krasniqi      | 3                | 0                | 0                | 0                | 1              | 0              | 0              | 0              | 4        | 0      | 0           | 0          |
| T. Lanza         | 13               | 0                | 1                | 0                | 1              | 0              | 0              | 0              | 14       | 0      | 1           | 0          |
| J. López         | 29               | 0                | 4                | 2                | 2              | 0              | 0              | 0              | 31       | 0      | 4           | 2          |
| K. Ljubicic      | 17               | 0                | 4                | 0                | 1              | 0              | 0              | 1              | 18       | 0      | 4           | 1          |
| A. Nsumbu        | 4                | 0                | 0                | 0                | 0              | 0              | 0              | 0              | 4        | 0      | 0           | 0          |
| D. Markaj        | 30               | 1                | 5                | 0                | 1              | 0              | 0              | 0              | 31       | 1      | 5           | 0          |
| B. Milosavljevic | 5                | 0                | 0                | 0                | 0              | 0              | 0              | 0              | 5        | 0      | 0           | 0          |
| N. Milosavljevic | 16               | 0                | 2                | 0                | 0              | 0              | 0              | 0              | 16       | 0      | 2           | 0          |
| M. Minder        | 31               | 0                | 1                | 0                | 1              | 0              | 0              | 0              | 32       | 0      | 1           | 0          |
| L. Radice        | 33               | 6                | 4                | 1                | 2              | 1              | 0              | 0              | 35       | 7      | 4           | 1          |
| J. Roth          | 3                | 0                | 1                | 0                | 1              | 0              | 0              | 0              | 4        | 0      | 1           | 0          |
| R. Saliji        | 8                | 1                | 0                | 0                | 0              | 0              | 0              | 0              | 8        | 1      | 0           | 0          |
| T. Schättin      | 18               | 2                | 3                | 0                | 2              | 1              | 0              | 0              | 20       | 3      | 3           | 0          |
| K. Schulz        | 25               | 4                | 3                | 0                | 0              | 0              | 0              | 0              | 25       | 4      | 3           | 0          |
| Sílvio           | 32               | 11               | 2                | 1                | 0              | 0              | 0              | 0              | 32       | 11     | 2           | 1          |
| V. Simić         | 3                | 0                | 0                | 0                | 0              | 0              | 0              | 0              | 3        | 0      | 0           | 0          |
| L. Sliskovic     | 30               | 4                | 0                | 0                | 2              | 0              | 0              | 0              | 32       | 4      | 0           | 0          |
| N. Stettler      | 21               | 0                | 3                | 1                | 2              | 0              | 0              | 0              | 23       | 0      | 3           | 1          |
| M. Sutter        | 25               | 3                | 1                | 0                | 2              | 1              | 0              | 0              | 27       | 4      | 1           | 0          |
| D. Ulrich        | 18               | 0                | 3                | 1                | 1              | 0              | 0              | 0              | 19       | 0      | 3           | 1          |
| M. Yang          | 3                | 0                | 0                | 0                | 1              | 0              | 1              | 0              | 4        | 0      | 1           | 0          |
| J. Zimmerli      | 0                | 0                | 0                | 0                | 0              | 0              | 0              | 0              | 0        | 0      | 0           | 0          |